# Резнор, Трент
Майкл Трент Ре́знор (англ. Michael Trent Reznor; род. 17 мая 1965, Нью-Касл, Пенсильвания) — американский музыкант-мультиинструменталист и продюсер. Является бессменным лидером индастриал-группы Nine Inch Nails, созданной им же в 1988 году. В 2007 году он покинул Interscope Records и был независимым музыкантом в течение пяти лет. Позже Резнор подписал контракт с Columbia Records. В 2010 году он и его жена Мэрикуин Маандиг-Резнор вместе с Аттикусом Россом создали пост-индастриал группу How to Destroy Angels. Резнор совместно с Россом является двукратным лауреатом премии «Оскар» (2011, 2021) и трёхкратным лауреатом премии «Золотой глобус» (2011, 2021, 2025) за лучшую музыку к фильму.
В середине восьмидесятых Резнор принимал участие в коллективах Option 30, The Innocent и Exotic Birds. Он работал в Right Track Studios в Кливленде, и начинал создавать собственную музыку под именем Nine Inch Nails. Первый релиз Nine Inch Nails, альбом Pretty Hate Machine, был коммерчески успешным и получил высокие оценки критиков. С тех пор Резнор выпустил семь полноценных альбомов. Он участвовал в записи альбомов таких исполнителей, как Мэрилин Мэнсон и Сол Уильямс. В 1997 году Резнор вошёл в список самых влиятельных людей года по версии журнала Time.

## Биография
Майкл Трент Резнор родился 17 мая 1965 года в Мёрсер, Пенсильвания, в семье Майкла Дж. Резнора и Нэнси Кларк. Своё среднее имя он получил во избежание путаницы с отцом. После развода родителей он и его младшая сестра Тера (род. в 1970 году) жили в Мёрсере с бабушкой и дедушкой по материнской линии.
Резнор начал играть на фортепиано в пять лет, рано продемонстрировав музыкальные способности. В интервью 1995 года его дедушка вспоминал: «Музыка была его жизнью, уже с младенчества. Он был очень одарённый». Его учитель по фортепиано Рита Беглан вспоминала, что Резнор за инструментом напоминал ей Гарри Конника младшего.
Трент Резнор неоднократно признавал, что уединённая жизнь в Пенсильвании вызывала в нём чувство оторванности от остального мира. В интервью 1994 года журналу Rolling Stone, размышляя о причинах, побудивших его выбрать карьеру рок-музыканта, Резнор говорил:

Я не знаю, что толкало меня этим заниматься, кроме моего желания сбежать из маленького американского города, преодолеть границы, вырваться. Я рос в неплохом месте, но там не было ничего, кроме кукурузных полей. Весь свой жизненный опыт я черпал из кинофильмов, телевизора, книг и журналов. А когда твоя грёбанная культура формируется телевизором, который смотришь каждый день, ты атакован образами вещей, которые представляются клёвыми, мест, которые кажутся интересными, людей, имеющих работу, карьеру и возможности. Ничего из того, что было у меня. Я уже почти убедил себя в том, что всё это не для меня.Оригинальный текст (англ.)«I don't know why I want to do these things, other than my desire to escape from Small Town, U.S.A., to dismiss the boundaries, to explore. It isn't a bad place where I grew up, but there was nothing going on but the cornfields. My life experience came from watching movies, watching TV and reading books and looking at magazines. And when your fucking culture comes from watching TV every day, you're bombarded with images of things that seem cool, places that seem interesting, people who have jobs and careers and opportunities. None of that happened where I was. You're almost taught to realize it's not for you».

Резнор рос одиноким и замкнутым ребёнком. «В школе всё свободное время проводил в художественном классе, слушал там музыку и просто убивал время. Я был одиноким и ненавидел школу. Друзей из того времени у меня не осталось», — позже вспоминал он. Тем не менее, позднее Резнор заявлял: «Я не хочу, чтобы складывалось впечатление, будто у меня было несчастное детство».
Начиная с младших классов средней школы Резнор обучался также игре на саксофоне и тубе. Он был членом джазового и духового оркестра. Дирижёр оркестра д-р Хендли Ходж запомнил его как «очень приятного и дружелюбного молодого человека». Кроме того, Резнор участвовал в школьных театральных постановках. За роли в мюзиклах — Иуды в спектакле «Иисус Христос суперзвезда» и профессора Гарольда Хилла в «Музыкальном человеке» — он признавался своими одноклассниками лучшим драматическим актёром.

### Музыкальная карьера
Трент Резнор окончил школу в 1983 году и поступил в Аллегейни-колледж, где изучал вычислительную технику и музыку. К этому времени он уже осознал, что хочет заниматься всерьёз лишь рок-музыкой. Основным препятствием, однако, была неуверенность в себе. «Я опасался даже сочинить песню — просто из боязни, что она мне самому может не понравиться… К тому же, не мог ответить сам себе на вопрос: а что я-то могу сказать нового?.. Мне совершенно не хотелось звучать, как все», — говорил он в интервью 1994 года журналу Kerrang!. Резнор присоединился к местной группе Option 30, которая давала по три концерта в неделю. Проучившись один год, он решил бросить колледж и полностью посвятить себя музыке.
С этой целью Резнор переехал в Кливленд, Огайо, где примкнул к группе The Innocent в качестве клавишника. Он успел принять участие в записи единственного альбома группы Livin' in the Street и покинул коллектив спустя три месяца. Затем Резнор сотрудничал ещё с несколькими местными кливлендскими командами, в том числе с Exotic Birds. Вместе с этой группой он снялся в фильме Пола Шредера «При свете дня» (Light Of Day, 1987), участники Exotic Birds предстали на экране в качестве музыкантов вымышленного коллектива The Problems. Работа в картине Шредера остаётся на сегодняшний день единственной киноролью Трента Резнора.
В то же время Резнор устроился разнорабочим в кливлендскую звукозаписывающую студию Right Track Studio (сейчас — Midtown Recording). Её владелец Барт Костер вспоминал, что Резнор «предельно концентрировался на всём, что делал. Когда этот парень натирал пол, тот выглядел великолепно». Костер разрешал Резнору пользоваться студией в нерабочие часы, в результате начинающий музыкант смог записать демоверсии песен, вошедших затем в его дебютный альбом. Эти демо позднее были изданы на бутлеге Purest Feeling.

### Nine Inch Nails

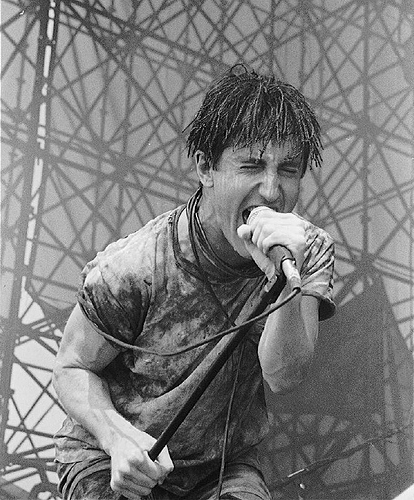
Трент Резнор во время выступления на фестивале Lollapalooza в 1991, после которого Nine Inch Nails добились популярности в США

Под влиянием различных исполнителей, прежде всего Принса, Ministry и Skinny Puppy, Резнор записал несколько угловатых, резких композиций, идеально (как писал позже журнал Kerrang!) «озвучивших отчаяние и безнадежность, которыми были наполнены тексты». Работая в студии по ночам, он сам исполнил партии всех инструментов, за исключением ударных, на которых сыграл Крис Вренна. Позже Резнор вспоминал:

Это был словно впервые раскрытый дневник: выяснилось, что в нём — самые дурные чувства. Я даже решил сначала, что не смогу сказать все эти вещи. Но честность — вот что было главное: она пересилила страх перед возможностью выразить свои истинные эмоции. — Kerrang!, 2009
Дебютный альбом Pretty Hate Machine 1989 года принес Резнору общенациональную известность. Альбом, стилистические рамки которого предопределил (по определению одного из критиков) «готический минимализм с использованием хаотических электронных эффектов в качестве основного фона», никоим образом не соответствовал духу времени. Трент Резнор оказался практически единственным в своем жанре, и это сам он позже называл своим достижением.
В течение следующих трёх лет Резнор гастролировал, выступал в первых отделениях других групп, таких, как Jesus and Mary Chain, сыграл на самом первом фестивале серии Lollapalooza. Одним из самых запоминающихся для него стало фиаско на Уэмбли, где Nine Inch Nails, вышедшие на сцену перед Guns N’ Roses, были освистаны фанатами последней.
Рассорившись с лейблом TVT Records, Резнор создал собственную записывающую компанию Nothing Records, на которой вышел мини-альбом Broken. Пластинка записывалась втайне, чтобы не спровоцировать конфликта с бывшими работодателями.
Мини-альбом Broken, который сам Резнор называл «одним большим сгустком злости», оказался даже мрачнее предшественника. Журнал Kerrang! назвал его «…запредельно нездоровым для мозга» (англ. absolutely mind-fuckingly disquieting stuff). Но даже его музыкальное содержание выглядело безобидно в сравнении с видеоклипами. «Happiness in Slavery» с участием перформанс-артиста Боба Фланагана оказался запрещен к показу на MTV. В клипе «Gave Up» снялся тогда ещё неизвестный Мэрилин Мэнсон, незадолго до этого выпустивший на лейбле Резнора дебютный альбом Portrait of an American Family.
В 1993 году Трент Резнор переехал в Лос-Анджелес в дом 10050 Cielo Drive, тот самый, в котором от рук банды Чарльза Мэнсона погибла беременная жена Романа Полански актриса Шэрон Тейт. Резнор утверждал, что ничего не знал об истории дома. Здесь был создан The Downward Spiral, альбом (согласно Kerrang!) «с одной стороны подчиненный темам секса и наркотиков, с другой — расширивший мировоззрение автора и обогативший ландшафты его творческой личности». Альбом получил высочайшие оценки критиков и, став платиновым, вывел индастриал-рок в мейнстрим. Не менее впечатляющим было последовавшее затем мировое турне.
Затем Резнор переехал в Новый Орлеан и здесь, в доме, где располагалось прежде похоронное бюро, отстроил себе новую студию (одним из первых её опробовал Мэнсон, записав альбом Antichrist Superstar). Но в это же время стало ясно, что образ жизни Резнора стал оказывать негативное влияние на его творчество.

The Downward Spiral явился самоосуществленным пророчеством. Я превратился в карикатуру, в человека, которого сам перестал узнавать. Я оказался в странном положении, когда с одной стороны всё больше вокруг подхалимов, с другой — все больше недоброжелателей. Я пластинкой Мэнсона только и занялся ради того, чтобы на ментальном уровне остаться «в пути». Конец работы застал меня в эмоциональной трясине. Наступил момент полного разочарования во всём. — Трент Резнор
Альбом имел большой успех — равно как и саундтрек к фильму Дэвида Линча «Шоссе в никуда» (вторая его работа для кино после «Прирождённые убийцы» Оливера Стоуна).
В 1995 году Резнор получает приглашение от своего музыкального идола — Дэвида Боуи — провести совместное турне (деля сцену поровну и исполняя часть песен Боуи и Nails совместно). Впоследствии Резнор записал несколько ремиксов на композиции Боуи и снялся в клипе на «I’m Afraid of Americans». В интервью 2016 года Резнор отметил, что турне 95 года вдохновляло и помогало ему «оставаться трезвенником».
В 1997 году Резнор прекратил какие либо отношения с Мэрилин Мэнсоном. В те же дни он тяжело переживал утрату: смерть бабушки, которая воспитала его. «Каждый день происходило что-то страшное, но я продолжал функционировать. Тогда я не осознавал этого, но начинался период очень напряженной внутренней борьбы», — говорил Резнор в интервью 2005 года.

Я выпивал… Но такой уж я человек: стоит немного выпить, и если предложат кокаин, тут же это покажется классной идеей… И через сутки идея всё ещё кажется классной: тогда я ползаю по ковру в поисках завалявшейся гранулы… Спустя какое-то время я стал понимать, что утратил контроль. Я начал ненавидеть себя. 

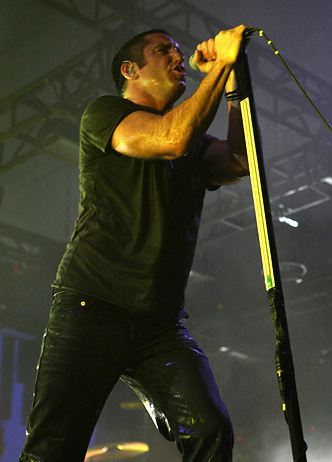
Трент Резнор во время концерта в 2005 году

В таком состоянии Трент Резнор в своей нью-орлеанской студии начал работу над альбомом The Fragile. «Приступая к работе, я чувствовал себя так, словно остался единственным человеком на земле», — говорил он. Музыкант вспоминал, что работа началась для него с ощущения полной духовной опустошённости: он часами сидел перед фортепиано, не в силах произвести ни звука. В ходе психотерапии авторский «блок» был снят и песни стали появляться одна за другой. Тем не менее, как отмечает журнал Kerrang!, «… это было произведение человека, который отвернулся от внешнего мира». Резнор признавался, что время от времени включал MTV, но только для того, чтобы «напомнить себе, чего не нужно делать». В интервью журналу «Time» он говорил: «Я был как крыса в клетке. Находился во власти зависимости, но не мог заставить себя в этом признаться. Мной властвовал страх. Было ощущение, что сказать больше нечего. Никогда не хотел бы ещё раз сделать подобный альбом».
Альбом The Fragile 1999 года в целом был встречен критикой неоднозначно. Успеха предыдущих пластинок он повторить не смог. «Этой пластинкой я очень гордился. Но продавалась она хуже, чем я, да и рекорд-компания тоже, надеялись, поэтому можно назвать её неудачей», — позже признавался Резнор. При этом альбом стал для автора «спасительной гаванью». После него Резнор по его собственным словам, «снова мог посмотреть в зеркало и себя самого не устыдиться». «Есть ещё ощущение одиночества, недосказанности, страх одиночества, но я снова начинаю узнавать <в музыке> себя самого», — говорил он. О годах депрессии он говорил

Мой эксперимент не удался, я оказался в канаве. Одно дело рассуждать о падении на дно, другое — осознавать, что погружаешься все глубже… Я не хочу больше туда возвращаться. Я был там, и мне не понравилось.
Для выхода следующего альбома Nine Inch Nails, потребовалось снова пять лет. With Teeth вышедший в 2005 году Резнор назвал впоследствии «осторожным» альбомом, признав, что пластинка не относится к числу его любимых. «Оглядываясь назад, я вижу, что не был до конца уверен в себе. Протрезвев, я несколько лет просто пытался остаться в живых и почувствовать себя уютно в собственной шкуре прежде чем снова окунуться в такую работу с риском потерпеть фиаско», — говорил он.

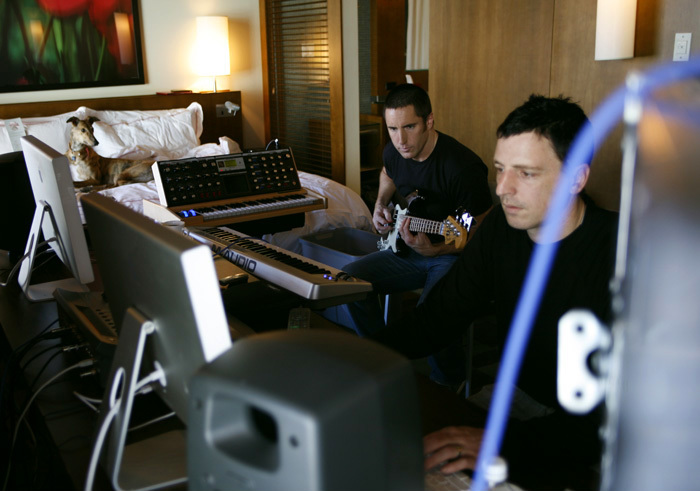
Трент Резнор (слева) и Аттикус Росс в студии в Торонто, 2006

Альбом был записан с новой группой, на ударных сыграл Дэйв Грол. Пластинка оказалась неровной, прежде всего, в настроении, перепады которого чувствовались повсюду — от излишней резкости, до чрезмерной сдержанности, из-за чего, как отмечалось в рецензиях, многое словно бы оставалось невысказанным. Но этот альбом позволил Резнору высказаться по политическим вопросам, в частности в анти-бушевской песне «The Hand That Feeds». Главным же было «реабилитационное» значение альбома. Резнор говорил, что осознал: для него теперь стала возможной студийная деятельность в ясном, неискаженном наркотиками сознании, и решил этот принцип распространить и на гастрольную деятельность.
На гастролях был подготовлен материал пятого альбома Year Zero, в котором фокус переместился от личностных проблем к политическим. Затем последовал неожиданный для многих наплыв нового материала Nine Inch Nails. В 2008 году вышел эмбиентный инструментальный альбом Ghosts I–IV, состоящий из серии EP, выпущенных в цифровом виде (Nine Inch Nails к этому времени прекратили отношения с звукозаписывающей компанией). Все композиции Ghosts I—IV были записаны за две недели исключительно импульсивно, на новых идеях.
Всего через два месяца выходит восьмой студийный альбом The Slip. На его создание ушёл месяц, на запись — три недели. Альбом, распространявшийся бесплатно, оказался, как отмечал журнал Kerrang!, «напряженным, наполненным ощущением клаустрофобии». Последовавшие концерты продемонстрировали, что Резнор находится в хорошей форме. Но в феврале 2009 года он впервые дал понять, что история Nine Inch Nails «как концертного феномена» подходит к концу. Появились предположения, что такое решение может иметь отношение к союзу Резнора с певицей Мэрикуин Маандиг. Резнор с негодованием отверг эти инсинуации.

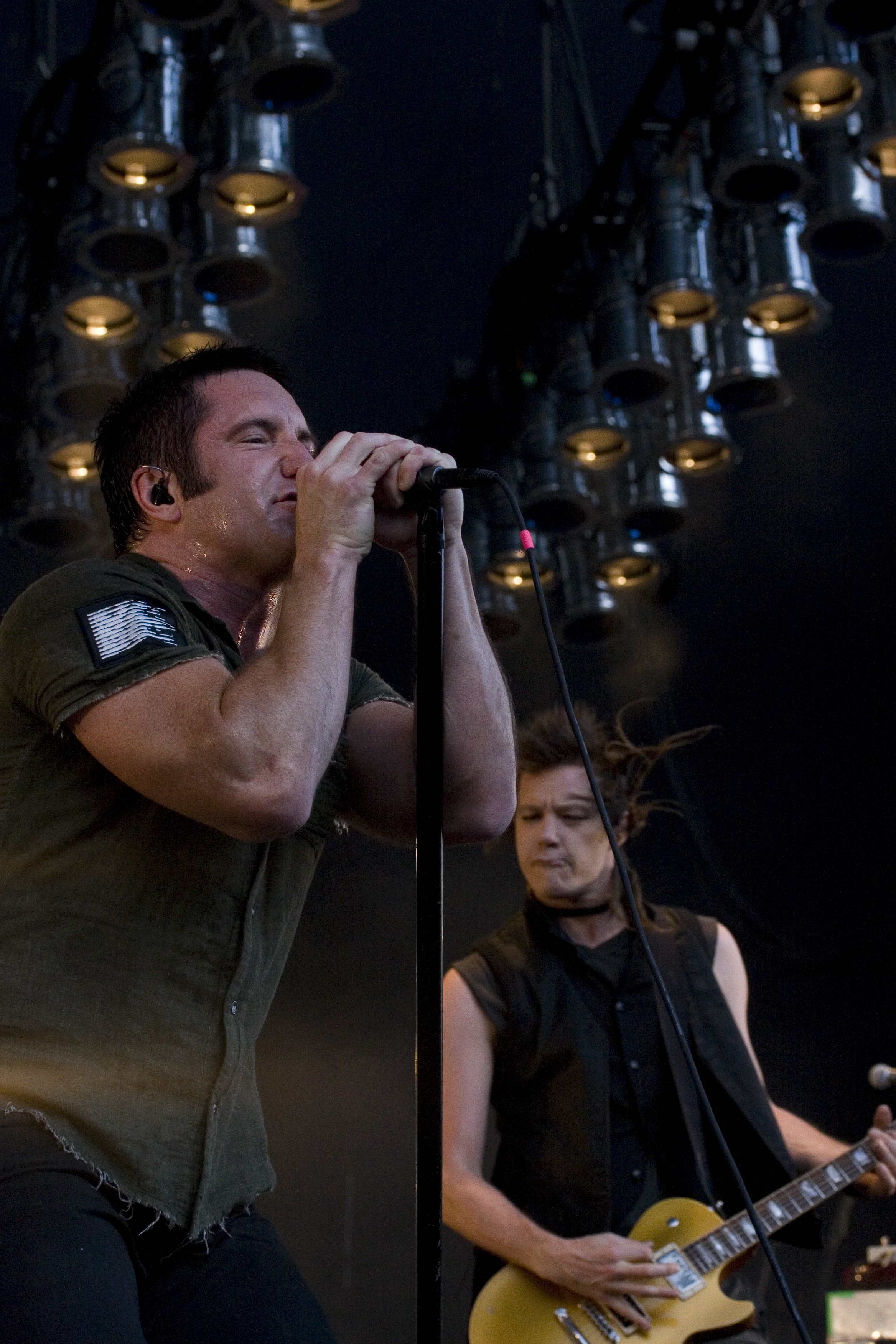
Трент Резнор во время концерта в Санта-Барбаре, 2009 год

В интервью журналу Kerrang! Трент Резнор подтвердил: Nine Inch Nails будут продолжать записываться, но перестанут давать концерты. В качестве основного мотива музыкант указал нежелание каждый вечер перевоплощаться в «прежнего себя». «Отчасти я горжусь тем, что сделано, и что, как мне всегда казалось, было сделать необходимо. Я чувствую себя очень хорошо и спокойно сплю ночью, понимая, что пройдя через всё, сохранил цельность личности. Многие ли могут сказать, что они нашли в себе силы остановиться на вершине? Немногие, и я думаю, <с моей стороны> это правильное решение», — говорил Резнор.

Чтобы тебя запомнили как человека, который честно, а не ради денег, создавал музыку… чего можно ещё пожелать? В свои самые темные часы, когда я ненавидел себя из-за зависимости к этой химии, или что там такое было во мне, я всегда именно музыку ценил превыше всего. — Трент Резнор, Kerrang! 2009 Оригинальный текст (англ.)To be viewed as someone who made music in honesty rather than for money and who made music for all the right reasons would really be all I could ask for... In my darkest hours, when I grew to hate myself through addiction and chemical whatever’s in me, I always cared about the music higher than anything else. 
В 2012 году в интервью BBC Radio 1 Трент Резнор сообщил, что вновь возвращается к проекту Nine Inch Nails. Позднее Резнор подтвердил, что работа над новым студийным материалом ведётся и возможно проведение концертных выступлений. В феврале 2013 года Резнор объявил о возвращении Nine Inch Nails и указал детали нового тура.
28 мая 2013 года стало известно, что новый альбом Nine Inch Nails был закончен и будет выпущен на Columbia Records в этом же году. 5 июня Резнор указал, что названием альбома будет Hesitation Marks и что он будет выпущен 3 сентября. Первый сингл, «Came Back Haunted» был выпущен 6 июня 2013 года.

### How to Destroy Angels
В апреле 2010 года Трент Резнор представил свой новый проект — трио How to Destroy Angels, в котором помимо него самого участвует его жена Мэрикуин Маандиг и музыкант Аттикус Росс. Коллектив специализируется на композициях в стиле дарк-эмбиент с женским вокалом.

### Личная жизнь
17 октября 2009 года Трент Резнор женился на Мэрикуин Маандиг, вокалистке группы West Indian Girl.
Летом 2010 года стало известно, что Трент и Мэрикуин ждут своего первого ребёнка. 10 октября 2010 года у пары родился сын, которого назвали Лазарус Эхо. Их второй сын, Балтазар Венн, родился 31 декабря 2011 года. Затем родились третий сын (1 ноября 2015 года; имя не названо), дочь Нова Люкс (декабрь 2016 года) и пятый ребёнок (январь 2020 года).

## Музыкальный стиль и влияние
Трент Резнор является большим поклонником творчества Дэвида Боуи, и альбом Low Резнор неоднократно упоминал, как один из источников вдохновения при записи пластинки The Downward Spiral. В 1995 году Nine Inch Nails и Дэвид Боуи провели ряд совместных концертов в рамках гастрольного тура Боуи Outside Tour. Трент Резнор также появился в видеоклипе Дэвида Боуи «I’m Afraid of Americans» и делал ремиксы на некоторые его композиции.
Трент Резнор считает, что на него большое влияние оказала музыка рок-групп Rush и Queen. Также в многочисленных интервью Резнор, в качестве значимых для него исполнителей, упоминал The Cars, The Jesus and Mary Chain, Soft Cell, Ministry, Принса, Гэри Ньюмана и The Cure. Кроме того Резнор сказал, что песня «Down in It» написана под влиянием раннего творчества группы Skinny Puppy.
В свою очередь музыка Трента Резнора и Nine Inch Nails оказала влияние на многих современных исполнителей. Например, солист группы Porcupine Tree Стивен Уилсон говорит, что всегда он восхищался музыкой Резнора и Nine Inch Nails, в особенности альбомом The Fragile. Также Тимбалэнд, один из самых успешных продюсеров поп-музыки последних лет, назвал Трента Резнора одним из самых важных музыкантов и продюсеров.
После выхода альбома The Downward Spiral в 1994 году многие артисты начали называть Nine Inch Nails одной из самых значимых рок-групп. Так, например, Дэвид Боуи сравнил влияние музыки Nine Inch Nails с группой The Velvet Underground. В 1997 году Трент Резнор появился в списке «самых влиятельных людей года» журнала Time, в то время как журнал Spin назвал Резнора «самым важным артистом в музыке». В 2007 году Трент Резнор получил премию от журнала Kerrang! за выдающийся вклад группы Nine Inch Nails в рок-музыку.
В 2020 году в честь Резнора был назван новый вид пауков Actinopus reznori.

## Дискография
Следующая дискография относится только к проектам Трента Резнора.
1988
- Communiqué, Lucky Pierre (саксофон и вокал в композиции «Communiqué», вокал в «I Need To Get To Know (Other People)»)

1989
- Attitude, Troop (звукоинженер)

1990
- Supernaut, 1000 Homo DJs (Вокал в «Supernaut»)

1991
- Cautiøn Dø Nøt Play, Crunch-O-Matic (программирование альбома)
- Gub, Pigface (программирование циклов; вокал в «Suck»)

1992
- Burn Like Brilliant Trash, Machines of Loving Grace (ремикс «Burnt Offering» and Burn Like Brilliant Trash (Dub 120 BPM)")
- Foreclosure Of A Dream, Megadeth (ремикс «Symphony Of Destruction (The Gristle Mix)»)
- Stone Cold Crazy (promo), Queen (ремикс «Stone Cold Crazy (Re-Produced by Trent Reznor)»)

1993
- Unknown mix tape, Queen (ремикс «Tie Your Mother Down (Reznor Remix)»)
- Blackerthreetrackertwo, Curve (ремикс «Missing Link (Screaming Bird Mix)»)
- The Wooden Song, Butthole Surfers (ремикс «Who Was In My Room Last Night (Trent Reznor Remix)»)
- Black Box—Wax Trax! Records: The First 13 Years (вокал в «Supernaut (Trent Reznor Vocal Version)» для 1000 Homo DJs)

1994
- Portrait Of An American Family, Marilyn Manson (продюсер; микширование; гитара в «Lunchbox»; саксофон в «My Monkey»)
- Get Your Gunn, Marilyn Manson (продюсер треков 1-2; ремикс «Mother Inferior Got Her Gunn (Trent Reznor Remix)»)
- Саундтрек к фильму «Прирождённые убийцы» (продюсер)
- Under The Pink, Тори Эймос (вокал в «Past The Mission»)

1995
- Lunchbox, Marilyn Manson (продюсер «Down In The Park»)
- Prick, Prick (продюсер треков 1, 3-5)
- Smells Like Children, Marilyn Manson (продюсер)
- The Heart’s Filthy Lesson, Дэвид Боуи (ремикс «The Heart’s Filthy Lesson (Alt Mix)»)

1996
- Саундтрек к компьютерной игре Quake (создание и исполнение музыки и звуковых эффектов, совместно с Nine Inch Nails)
- Antichrist Superstar, Marilyn Manson (программирование альбома; продюсер треков 1-2, 4-10, 12-16, 99; гитара в «Little Horn», «Mister Superstar», «Deformography»; меллотрон* в «Cryptorchid»; rhodes piano* в «Man That You Fear»

1997
- Саундтрек к фильму «Шоссе в никуда» (продюсер; создание и исполнение «Driver Down» и «Videodrones: Questions»; саксофон в «Driver Down»)
- I’m Afraid Of Americans, Дэвид Боуи (ремикс «I’m Afraid Of Americans (V1, V2, V3, V4 и V6)»; вокал в «I’m Afraid Of Americans V1»)
- Option 30, Option 30 (вокал, клавиши; первая запись в 1983 году)

1998
- Victory: Remixes, Puff Daddy & The Family (ремикс и исполнение «Victory (Nine Inch Nails Remix)»)
- Voyeurs, 2wo (продюсер)
- Pleasant Smells, 12 Rounds (ремикс «Pleasant Smell (Rethought by Trent Reznor, Keith Hillebrandt, and Clint Mansell)»)
- Herehear, Wink (вокал в «Black Bomb (Jerry In The Bag)»)

1999
- Breadline, Megadeth (ремикс «Symphony Of Destruction (The Gristle Mix)»)

2000
- Seven, Дэвид Боуи (вокал в «I’m Afraid Of Americans V1»)

2001
- Spin This, N.E.R.D. (ремикс «Lapdance (Trent Reznor Remix)»)

2003
- Growing Up, Питер Гэбриэл (ремикс «Growing Up (Trent Reznor Remix)»)

2004
- It Dreams, Jackalope (продюсер)
- Songs And Artists That Inspired Fahrenheit 9/11 (продюсер «We Want It All» для Зака де ля Роша)

2005
- Vertigo (Remix), U2 (ремикс «Vertigo (Trent Reznor Remix)»)
- Sometimes You Can’t Make It On Your Own, U2 (ремикс «Vertigo (Trent Reznor Remix)»)

2006
- Born 4, Jackalope (исполнительный продюсер)

2007
- I’ll Sleep When I’m Dead, El-P (сведение и вокал в «Flyentology»)
- Era Vulgaris, Queens of the Stone Age (вокал в «Era Vulgaris») — доступно для скачивания
- The Inevitable Rise and Liberation of NiggyTardust!, Сол Уильямс (продюсер; музыка в треках 1-2, 5-8, 11-15; программирование в «Black History Month», «Tr(n)igger», «DNA»; вокал в «Break» и «WTF!»; аранжировка в «Sunday Bloody Sunday»)

2009
- «C» Is for (Please Insert Sophomoric Genitalia Reference Here), Puscifer (ремикс «Potions (Deliverance Mix)»)
- NINJA 2009 Tour Sampler, Nine Inch Nails, Jane’s Addiction, Street Sweeper Social Club (продюсер «Chip Away», «Whores»)

2010
- Саундтрек к фильму «Социальная сеть» (совместно с Аттикусом Россом)
- Aftificial Horizon, U2 (ремикс «Vertigo (Trent Reznor Remix)»)

2011
- Саундтрек к фильму «Девушка с татуировкой дракона» (совместно с Аттикусом Россом)
- How To Become Clairvoyant, Робби Робертсон (программирование в «Madame X»)

2012
- Саундтрек к компьютерной игре Call of Duty: Black Ops II (заглавная тема)
- Destroyer, Telepathe (ремикс «Destroyer (Remix)»; совместно с Алессандро Кортини и Аттикусом Россом)

2013
- …Like Clockwork, Queens of the Stone Age (вокал «Kalopsia», «Fairweather Friends»)
- Саундтрек к фильму Sound City: Real to Reel (песня «Mantra», совместно с Дэйвом Гролом и Джошем Хомме)

2014
- Саундтрек к фильму «Исчезнувшая» (совместно с Аттикусом Россом)

2016
- Саундтрек к фильму «До потопа» (совместно с Аттикусом Россом)
- Саундтрек к фильму «День Патриота» (совместно с Аттикусом Россом)
- Juno (совместно с Аттикусом Россом)

2017
- Саундтрек к сериалу The Vietnam War (совместно с Аттикусом Россом)
- Саундтрек к фильму «Чёрная Железа» (не выпущено; совместно с Аттикусом Россом)

- John Carpenter’s Halloween (Trent Reznor & Atticus Ross Version)
- White Knight, Тодд Рандгрен (ремикс «Deaf Ears»; совместно с Аттикусом Россом)

2018
- Саундтрек к сериалу The Fourth Estate (главная тема; совместно с Аттикусом Россом)
- Саундтрек к фильму «Середина 90-х» (совместно с Аттикусом Россом)
- Саундтрек к фильму «Птичий короб» (совместно с Аттикусом Россом)

2019
- Саундтрек к фильму «Волны» (совместно с Аттикусом Россом)

- Саундтрек к сериалу «Хранители» (совместно с Аттикусом Россом)
- 7, Lil Nas X (продюсирование, слова в «Old Town Road»)
- On A Roll, Ashley O (слова в «On A Roll», «Right Where It Belongs»)

2020
- Саундтрек к мультфильму «Душа» (совместно с Аттикусом Россом)

2023
- Саундтрек к мультфильму «Черепашки-ниндзя: Погром мутантов» (совместно с Аттикусом Россом)

2024
- Саундтрек к фильму «Претенденты» (совместно с Аттикусом Россом)

2025
- Саундтрек к фильму «Трон: Арес» (совместно с Nine Inch Nails)